# Balance de blancos

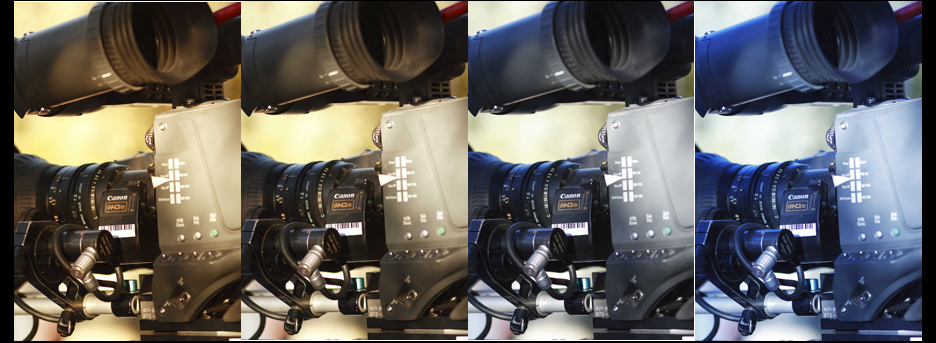
Ejemplo de cómo afecta a una imagen la variación de un balance de blancos. De temperatura más cálida a más fría.

En fotografía y procesado de imágenes electrónicas, el "balance de blancos", "equilibrio de color" o "equilibrio de blancos" es un ajuste realizado por software que consigue una reproducción de color correcta sin mostrar dominantes de color, que son especialmente notables en los tonos neutros (el blanco y los distintos tonos de gris), con independencia del tipo de luz que ilumina la escena. Se puede realizar de forma continua, automática o manual.

## Necesidad del Balance de blancos
Los colores capturados por las cámaras dependen, como es evidente, de la iluminación. La luz que atraviesa el objetivo y excita el sensor (CCD o CMOS) o la película no es siempre la misma. Puede ser natural o artificial, y dentro de éstas, las hay de diferentes tipos que dependen de una serie de características diferenciadoras. Una de ellas es precisamente la temperatura de color, que expresa la dominante de color de una fuente de luz determinada, que varía según la distribución espectral de la energía. 
El principal problema que planteaba la temperatura de color en la cámara fotográfica analógica, era que no podía distinguir si la luz presente era blanca pura o no. Las películas se calibraban, en general, para la luz del día, cuya temperatura de color es idéntica a la luz del flash. Además también se utilizaban filtros fotográficos de color para contrarrestar los efectos de la temperatura de color.
En condiciones de luz natural, la energía lumínica está distribuida de forma aproximadamente igual en las tres componentes de color (RGB). Sin embargo, con iluminación artificial es muy probable que una de las componentes de color sea más importante que las otras. Por ejemplo, en la iluminación de tungsteno predomina la componente roja, muy útil en escenarios cálidos donde predominan los tonos rojizos. 
Una cámara no tiene la posibilidad de procesar la luz como lo hace el cerebro humano, ya que está calibrada de forma que el sensor (CCD o CMOS) identifica como luz blanca, una luz con una determinada temperatura de color: la luz solar. Los efectos de la iluminación en la imagen se pueden compensar actuando en la cámara sobre la ganancia de cada una de los componentes del color.

## Descripción
La mayoría de las cámaras digitales trae incorporado al menos un sistema de balance de blancos automático. Éste lo que hace es ajustar la parte más brillante de la escena para que aparezca como color blanco, y la menos brillante como negro. 
Algunas cámaras digitales disponen de opciones más avanzadas que el ajuste automático, pero no completamente manuales, dando así algunas opciones además del automático: 
- Interiores o tungsteno: Se ajusta el balance de blancos asumiendo que se encuentra en un espacio iluminado por luz incandescente o halógena (iluminación típica del hogar: bombilla).

- Sol: Se ajusta asumiendo que se encuentra en un espacio exterior con un tiempo soleado o nublado de gran luminosidad.

- Sombra: Se ajusta asumiendo que se encuentra en un espacio exterior en condiciones de sombra o de cielo muy cubierto.

- Fluorescente: Se ajusta asumiendo que se encuentra en un espacio iluminado por luz fluorescente y tungsteno.

Estas opciones son mejores que el uso automático, pero todavía tendremos problemas con los términos medios, durante el amanecer o el atardecer, en que la luz del sol debe atravesar una mayor longitud en las capas de la atmósfera que envuelven la tierra. Esto modifica la coloración de la luz, la cual pocas veces notamos ya que nos es demasiado cotidiano. 
El ajuste manual del balance de blancos en las cámaras digitales actuales se ha simplificado notablemente y basta con enfocar la cámara hacia una hoja de papel u objeto blanco y pulsar el botón de calibración de blancos. De este modo, la ganancia de las tres componentes de color se ajusta automáticamente para que den el mismo nivel de señal bajo estas condiciones de iluminación. De esta forma, los colores obtenidos en nuestra imagen se acercaran lo máximo posible a los colores reales de la escena fotografiada.

## Implementación software del Balance de blancos
El balance de blancos es una operación software que altera los niveles de la imagen. Podría pensarse que es un proceso de gran complejidad técnica dado lo complicado que es deshacerse de dominantes indeseadas una vez la imagen ha sido revelada con un balance de blancos insatisfactorio.
Nada más lejos de la realidad, la cámara (al tirar en JPEG) o nuestro revelador (al tirar en RAW) implementan el balance de blancos como un simple escalado de todos los niveles RGB por un valor cuando la imagen está aún en estado lineal (por eso es tan complicado corregirlo a posteriori en imágenes con gamma compensada), existiendo un factor diferente para cada canal. Así por ejemplo, y si tomamos como referencia el canal verde (el cual dejamos inalterable), para aplicar un balance de blancos 'tungsteno' en la Canon 350D se utilizan unos factores: R:1.392498, G:1.000000 y B:2.375114, es decir todos los niveles rojos se incrementan en un 39% y los azules en un 138% respecto a sus valores lineales de partida, tan simple como esto.